# Rotuaari
Rotuaari est une zone piétonne du centre-ville de Oulu en Finlande.

## Présentation
Lors de la création de la zone piétonne, un concours est organisé pour lui trouver un nom.
La proposition de nom faite par Matti Kess remportera le concours.
Rotuaari est un mot de l'ancien dialecte d'Oulu venant du mot français trottoir.
La zone piétonne Rotuaari comprend la partie de la rue Kirkkokatu comprise entre Saaristonkatu et Pakkahuoneenkatu, la place centrale d'Oulu et une partie de Kauppurienkatu.

## Galerie

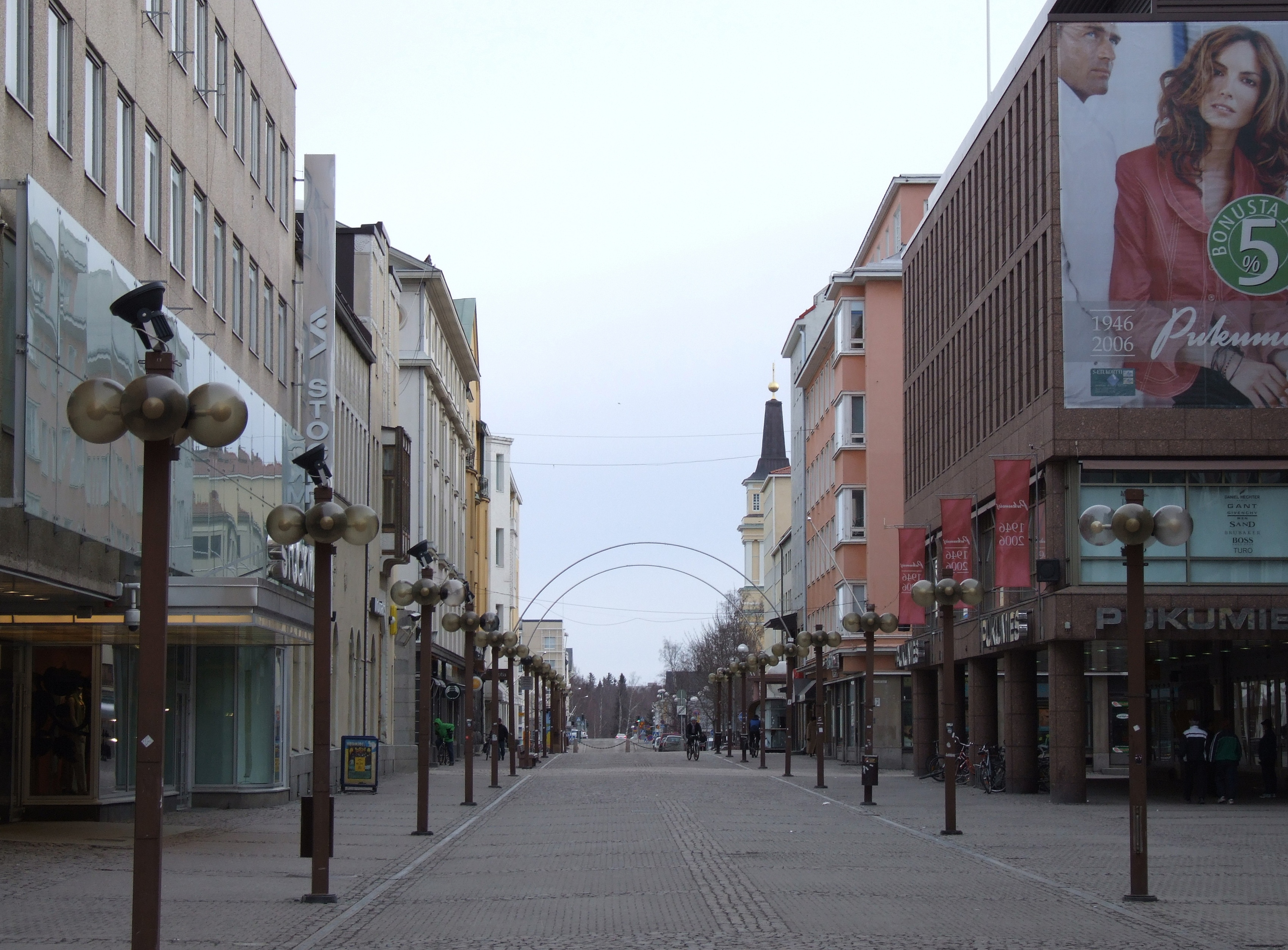
Kirkkokatu
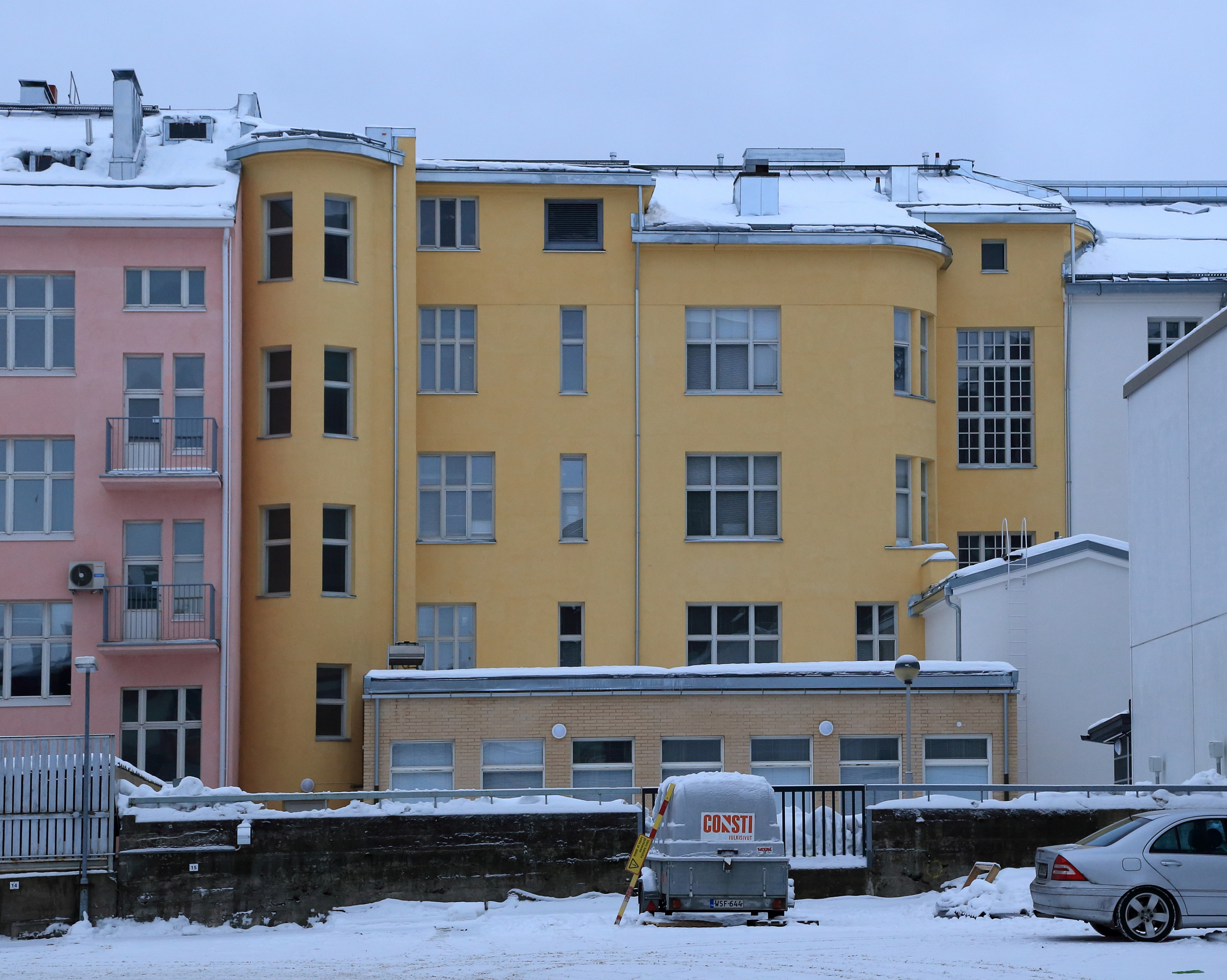
Kirkkokatu 10.
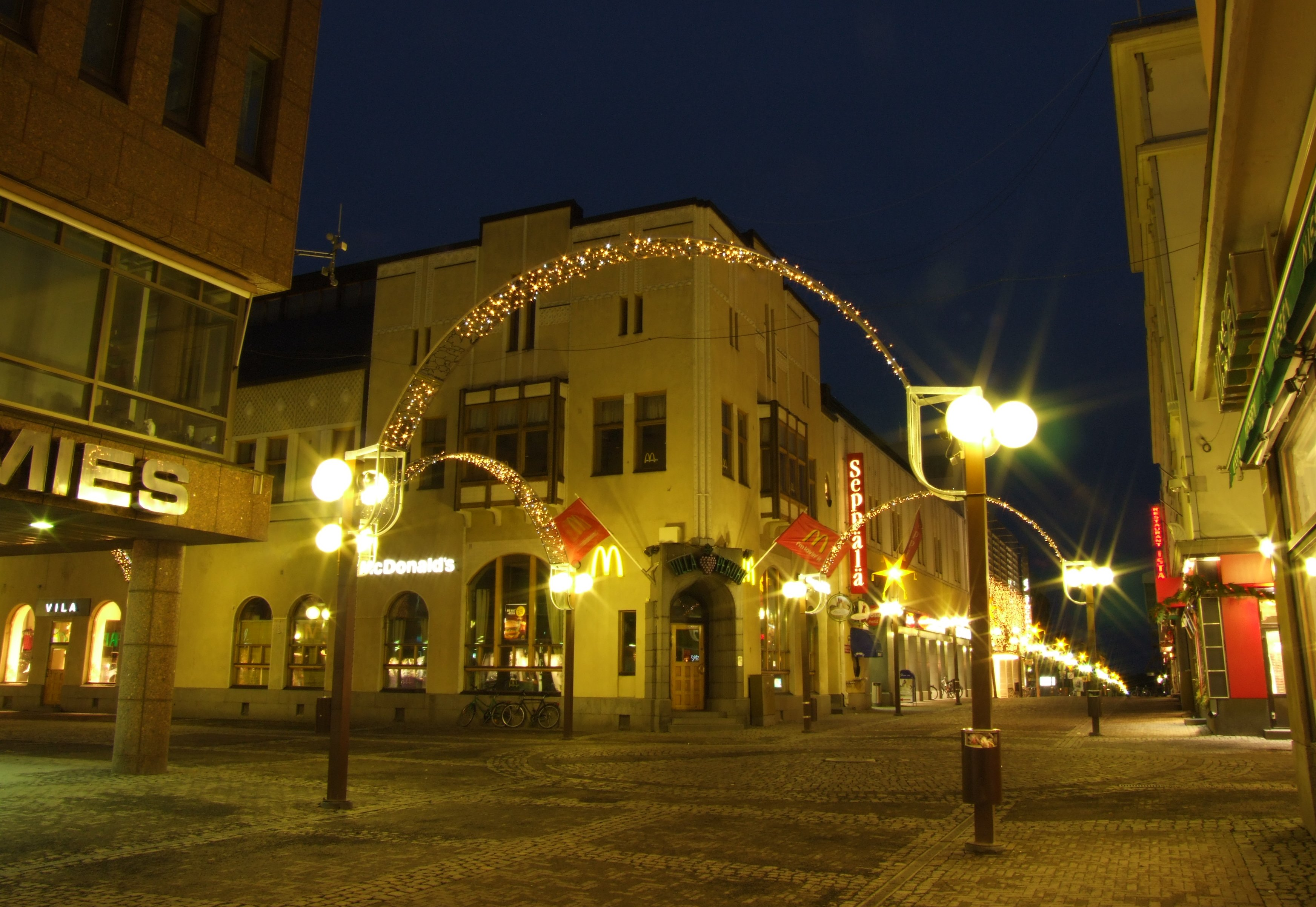
Kirkkokatu 12.
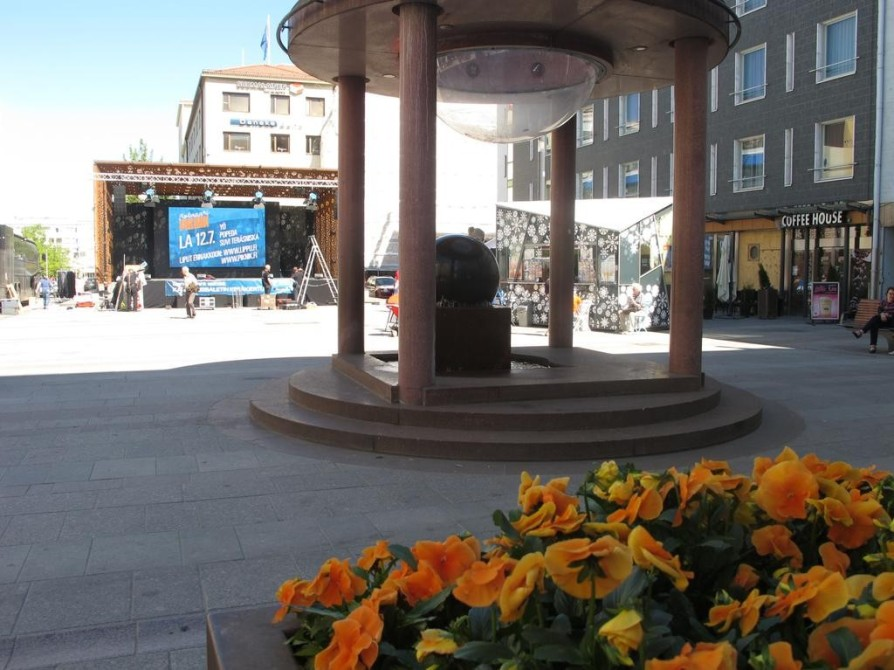
Rotuaari.

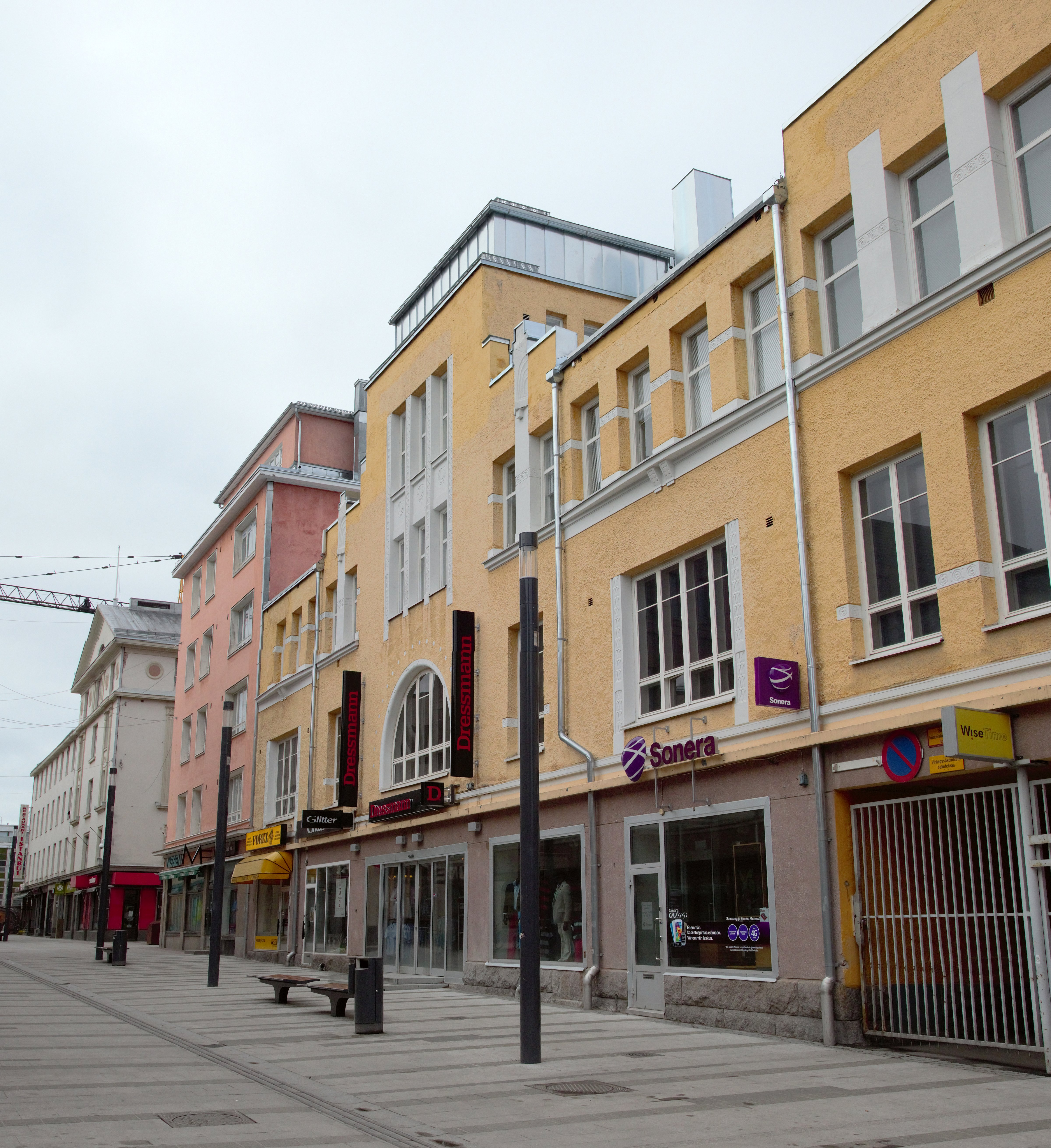
Kauppurienkatu 13.
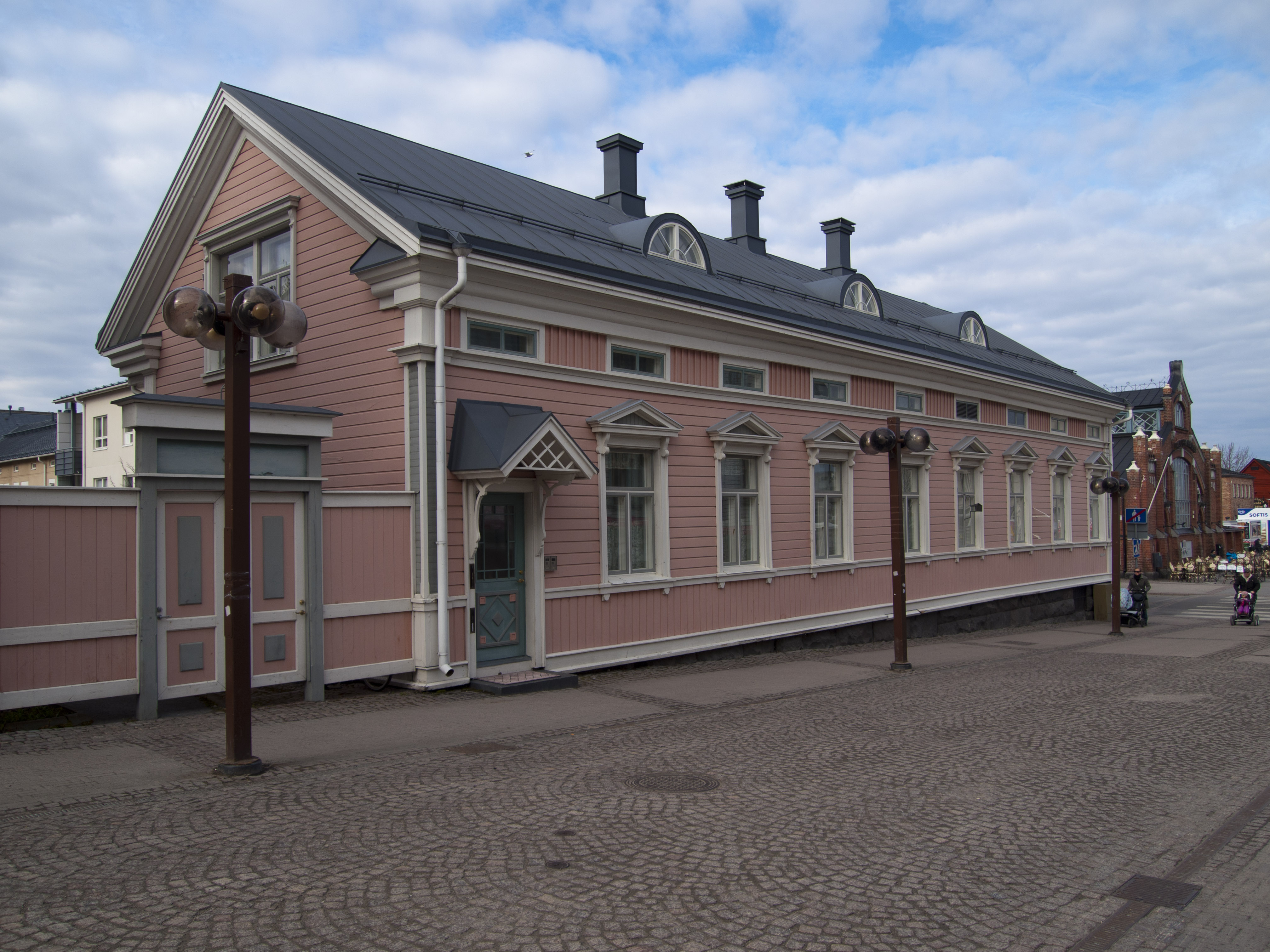
Kappurienkatu.
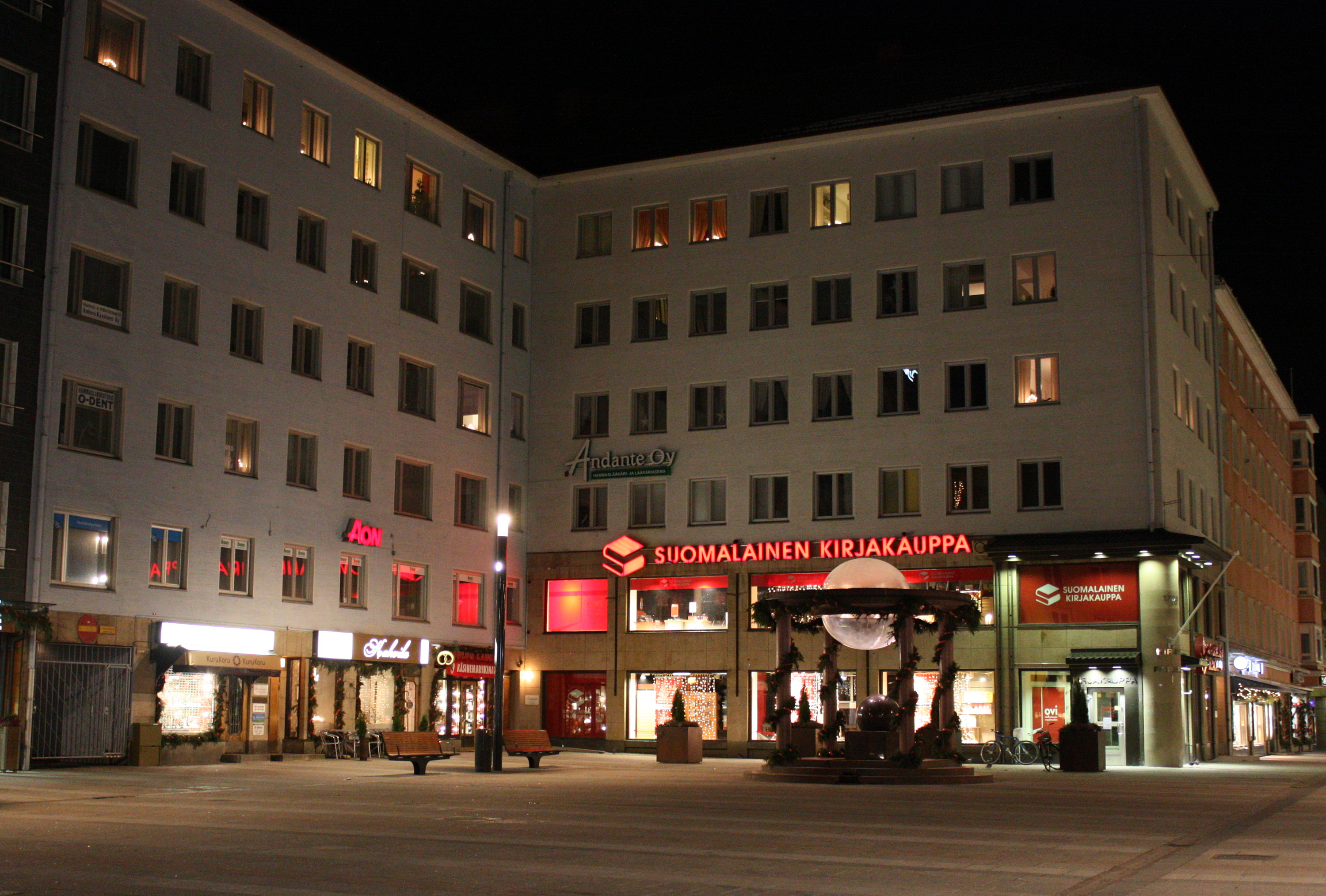
Place centrale d'Oulu.